# Dongzaoyuan Xiang
Dongzaoyuan Xiang (kinesiska: 东枣园乡, 东枣园) är en socken i Kina. Den ligger i provinsen Hebei, i den norra delen av landet, omkring 340 kilometer söder om huvudstaden Peking. Antalet invånare är 25 925. Befolkningen består av 12 670 kvinnor och 13 255 män. Barn under 15 år utgör 23,0 %, vuxna 15-64 år 68 %, och äldre över 65 år 7,0 %.
Genomsnittlig årsnederbörd är 687 millimeter. Den regnigaste månaden är juli, med i genomsnitt 248 mm nederbörd, och den torraste är januari, med 4 mm nederbörd.